# Марсејлс (Охајо)
Марсејлс (енгл. Marseilles) град је у америчкој савезној држави Охајо.

## Демографија
По попису из 2010. године број становника је 112, што је 12 (-9,7%) становника мање него 2000. године.
| Група             | 2000.       | 2010.       |
| Белци             | 123 (99,2%) | 111 (99,1%) |
| Афроамериканци    | 1 (0,8%)    | 0 (0,0%)    |
| Азијати           | 0 (0,0%)    | 0 (0,0%)    |
| Хиспаноамериканци | 0 (0,0%)    | 0 (0,0%)    |
| Укупно            | 124         | 112         |